# Jeux et sports athlétiques bretons
Ne doit pas être confondu avec sport breton ou jeux traditionnels bretons.
Les jeux et sports athlétiques bretons sont des activités typiquement bretonnes pratiquées pour certaines lors de compétitions. Ils sont référencés par la Fédération Nationale des Sports Athlétiques Bretons (FNSAB) et sont également inscrits à l’Inventaire du patrimoine culturel immatériel en France.

## Historique
Les jeux de force que l’on connait aujourd'hui, en Bretagne mais pas seulement, sont en majorité issus des travaux agricoles manuels que l’on pratiquait autrefois dans les campagnes, alors que le machinisme agricole n’avait pas encore fait son apparition. Avec les animaux, les hommes devaient donner beaucoup de leur force pour effectuer certaines tâches. Les jeux de force ont cependant toujours existé puisqu’ils passionnaient déjà les Celtes.

## Les 7 disciplines des championnats
La Fédération Nationale des Sports Athlétiques Bretons (FNSAB) a décidé de mettre en valeur des jeux de force bretons lors de compétitions départementales et du championnat de Bretagne. Le championnat de Bretagne regroupe les six premiers de chaque championnat départemental. Ces challenges comportent 7 disciplines. Pour être en conformité avec le principe de compétition, les règles de chaque jeu ont dû être fixées. 

### Le lancer du poids de 20 kg (Ar Maen Pouez)
Le lancer du poids est un sport très ancien, pratiqué déjà dans l’Antiquité. Ici, le poids est rectangulaire et pèse 20 kilos. Le concurrent doit le lancer le plus loin possible à la force d’un seul bras. Le jeu se déroule sur une aire délimitée à 2,10 mètres. Les meilleurs concurrents de Bretagne lancent aujourd’hui à 6,50 mètres environ.  

### Le bâton de bouillie (Vaz yod)
Vaz Yod ou Bazh Yod signifie "bâton de bouillie". Ce bâton servait autrefois à remuer l’avoine et à servir à manger. Ce jeu de lutte est issu des querelles que l’on pouvait voir dans les familles ou même à l’église. Tout le monde voulait le bâton, qui signifie, de par sa fonction, le pouvoir. 
Aujourd’hui, le jeu se pratique assis par terre, face à face avec son adversaire, les pieds plaqués à une planche. Les deux concurrents tiennent le bâton et doivent le tirer vers eux afin de soulever et faire passer leur adversaire de l’autre côté de la planche. On peut aussi simplement lui arracher le bâton. La partie se déroule en deux manches et les compétitions se déroulent selon trois catégories de poids : moins de 80 kilos, moins de 100 kilos, plus de 100 kilos.  

### Lever de l'essieu (An Ahel Karr)
Le jeu consiste à lever un essieu de charette au poids fixe de 47,5 kilos au-dessus de la tête, bras et jambes tendus. Le concurrent doit ensuite faire des flexions avec ses bras, le maximum de fois possibles en 3 minutes. Les meilleurs résultats tournent autour de 40 levers. 

### Lancer de la gerbe de paille en hauteur (Ar Voutelenn)

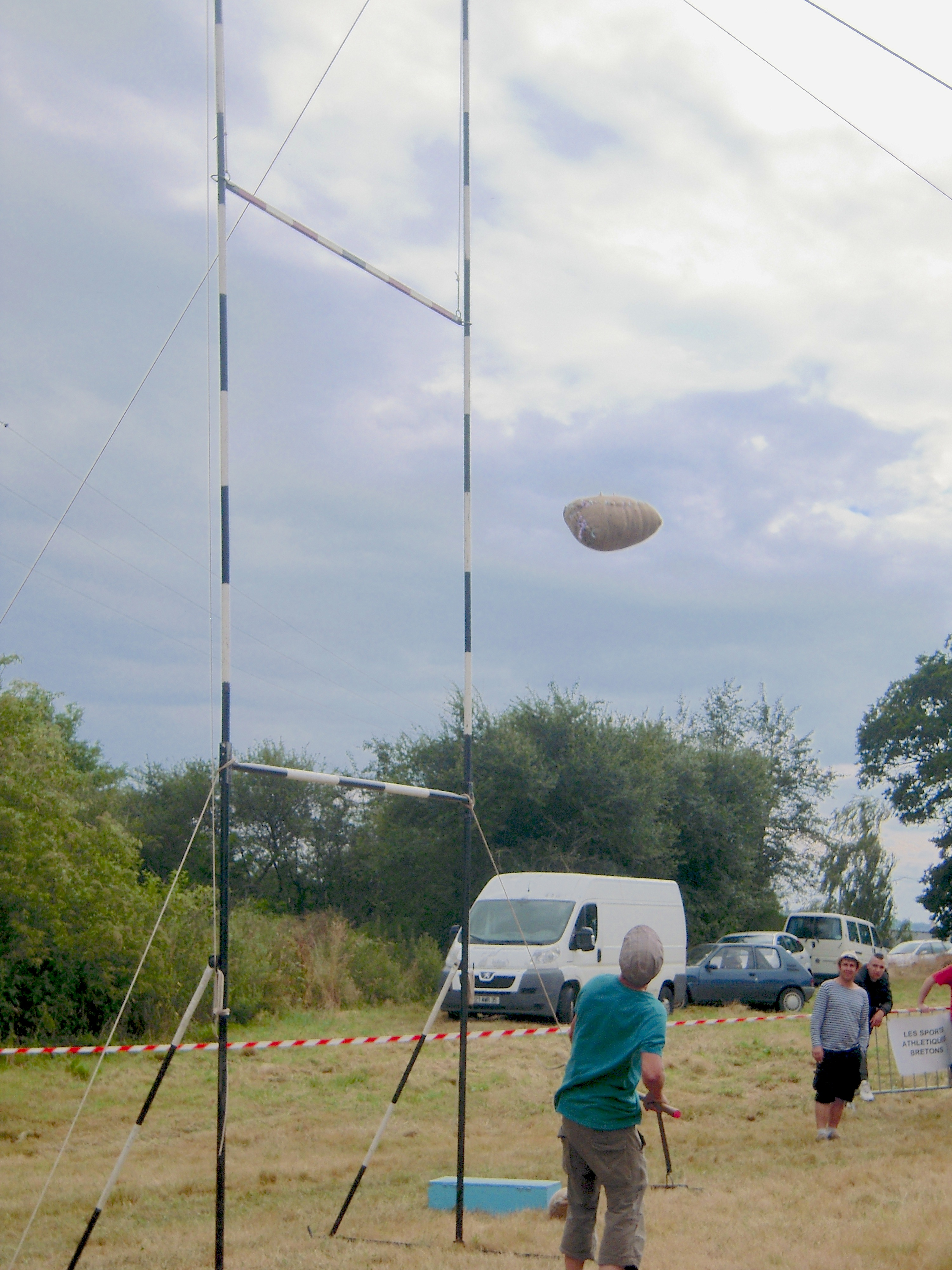
Concours de lancer de botte de paille aux fêtes gallèses de Monterfil.

C’est encore une fois un jeu tout droit issu du milieu agricole et notamment du domaine des moissons, puisque les concurrents doivent ici lancer une gerbe de paille en hauteur à l’aide d’une fourche à deux dents. Le poids de la gerbe est fixé à 7,3 kilos et son lancer doit la faire passer au-dessus d’une barre horizontale. Le lancer est accepté même si la gerbe touche la barre. La hauteur est élevée à chaque lancer validé. Pour le moment, les meilleurs lancers s’élèvent à 7,50 mètres. 

### Lever de la perche (Gwernian Ar Berchenn)
Le jeu tient son origine des défis que se lançaient les porteurs de bannières dans les processions religieuses. Si au départ, le lever de la perche se faisait sur le côté, les compétitions ont préféré retenir la version entre les jambes. 
Les concurrents doivent donc lever une perche à la verticale et la maintenir comme telle sans la faire toucher le sol. Le poids de la perche d’acier varie selon les catégories de poids, de 20 à 25 kilos et mesure entre 5 et 6 mètres de longueur. Elle est en plus lestée d’un curseur à son extrémité. 

### Relais des meuniers (Redadeg Gant Ur Samm A Gant Lur)
Cette épreuve est une course de relais par équipe de 6 personnes. Chacune effectue 120 mètres sur un parcours chargé d’obstacles, en sautant par-dessus des bottes de paille et chargée de 50 kilos sur les épaules.

### Tir à la corde (Chech Fun)
Le tir à la corde est une épreuve par équipe de 6 tireurs avec un "hisseur", personnage qui donne de la voix pour encourager ses coéquipiers. Les joueurs sont pieds nus et doivent tirer en position debout. Sur la corde est placé un témoin pour chaque équipe, à 3,50 mètres du témoin central, et celles-ci doivent faire passer le témoin adverse de leur côté pour gagner. La limite est fixée par le bâton de l’arbitre. Au début du jeu, le témoin central est au niveau de ce bâton. La partie se déroule en deux manches et les compétitions sont organisées autour de 2 catégories de poids (moins et plus de 450 kilos). 